# Provincia di Adana
La provincia di Adana (in turco Adana ili) è una provincia della Turchia.
Dal 2012 il suo territorio coincide con quello del comune metropolitano di Adana (Adana Büyükşehir Belediyesi).

## Geografia antropica

### Suddivisioni amministrative

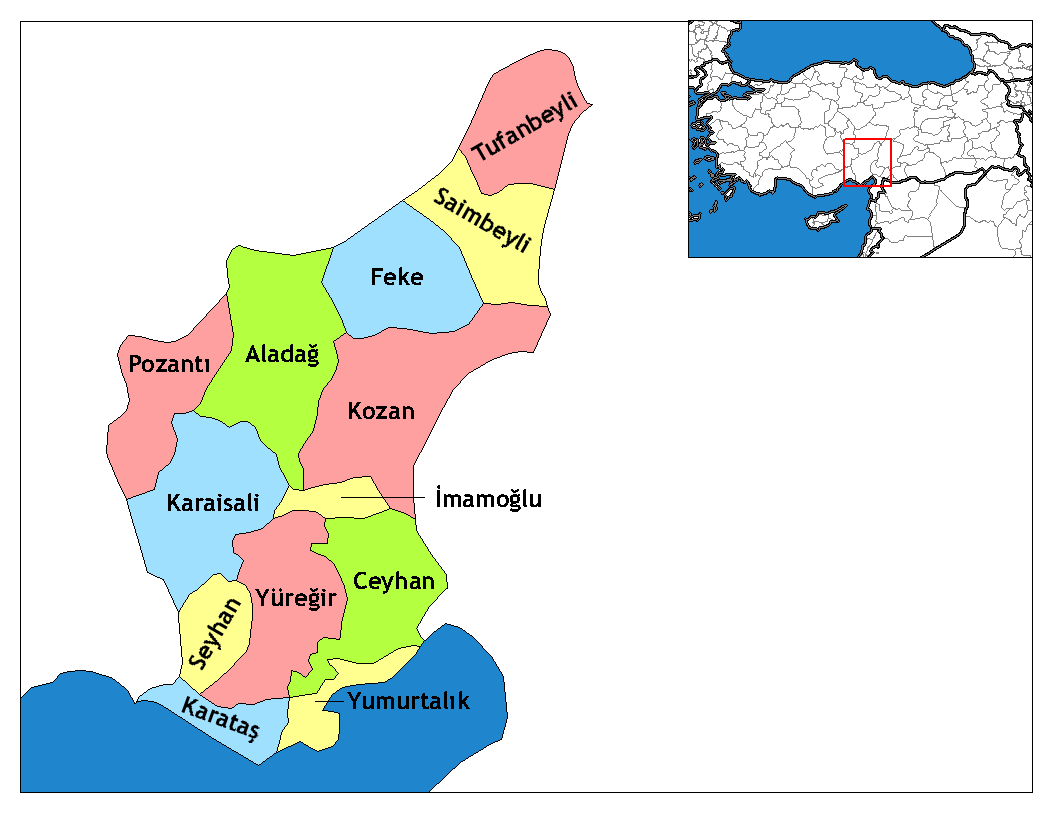
Distretti della provincia di Adana prima dell'istituzione dei distretti di Çukurova e di Sarıçam

La provincia è divisa in 15 distretti: 	
| - Aladağ - Ceyhan - Çukurova - Feke - Karaisalı - Karataş - Kozan - İmamoğlu | - Pozantı - Saimbeyli - Sarıçam - Seyhan - Tufanbeyli - Yumurtalık - Yüreğir |

Fanno parte della provincia 55 comuni e 517 villaggi.
Fino al 2012 il comune metropolitano di Adana era costituito dalle aree urbane dei distretti di Çukurova, Karaisalı, Sarıçam, Seyhan e Yüreğir.